# Louis de Wohl
(Louis de Wohl)
Louis de Wohl (Mucsinyi Wohl Lajos in lingua ungherese; Berlino, 24 gennaio 1903 – Lucerna, 2 giugno 1961) è stato uno scrittore e astrologo ungherese naturalizzato britannico.
Personalità unica e controversa, è solamente nel dopo guerra che, secondo sue stesse parole: «comincia davvero la carriera di scrittore». La sua profonda fede cattolica lo portò a scrivere numerosi romanzi sulla storia del cristianesimo e sulla vita di diversi santi della Chiesa.
Le sue opere, tradotte in oltre dodici lingue, hanno venduto più di un milione di copie.
De Wohl divenne inizialmente noto come astrologo e sfruttò la sua conoscenza in questo campo per lavorare con i servizi segreti britannici nella guerra contro la Germania Nazista; l'utilità strategica del suo lavoro ed il suo ruolo all'interno dell'esercito inglese sono oggetto di dibattiti e controversie.
Il 28 maggio 1950, de Wohl viene contattato da papa Pio XII, il quale lo incarica di redigere un'opera sulla storia della Chiesa Cattolica, lavoro che porterà a compimento nel 1961, poco prima di morire, con la pubblicazione del libro "Fondata sulla pietra. Una storia della Chiesa cattolica".

## Biografia

### Famiglia
Nato Wohl Lajos Theodor Gaspar Adolf, di nazionalità austro-ungarica, divenne von Wohl quando fu nobilitato con suo padre dall'imperatore Francesco Giuseppe il 22 febbraio 1903.
Suo padre era un ungherese di religione cattolica e di ascendenza ebraica, sua madre un'austriaca, pure cattolica e di ascendenza ebraica.
Trasferitosi con la famiglia a Steglitz, un quartiere periferico di Berlino, suo padre morì di un attacco cardiaco nel 1914.

### Giovinezza
Ludwig (traduzione tedesca dell'ungherese "Lajos") von Wohl visse la sua giovinezza in Germania, a Berlino fece gli studi liceali, che terminò nell'autunno del 1920. La prima guerra mondiale aveva rovinato la sua famiglia e quindi, invece di andare all'Università, si impiegò presso la Deutsch-Südamerikanische Bank, una filiale della Dresdner Bank, il cui direttore Herbert Gutmann era una conoscenza di sua madre. Dopo alcuni anni di apprendistato, nel 1924 lasciò la banca per il disegno di moda e Herbert Gutmann, che faceva parte di diversi consigli di amministrazione, lo raccomandò per il dipartimento di pubblicità di una casa cinematografica, la Ufa Films, dove scrisse degli scenari per dei film (dapprima muti e in seguito con sonoro) e conobbe Alexandra Betzold, detta Putti (1894-1967) - figlia di un tedesco e della romena Ifigenia Soutzo, discendente da una famiglia principesca di origine fanariota - con la quale si fidanzò nel 1925 e che poi sposò. Essendo entrambi in difficoltà finanziarie, per poterla sposare cominciò a scrivere racconti d'avventura a puntate per i giornali e nel 1928 scrisse il suo primo scenario per un film.

### Astrologia
A Berlino la giovane coppia frequentò diversi ambienti mondani. Nel novembre del 1930 al ballo annuale dei Paesi Bassi, all'Hôtel de l'Esplanade, il principe Enrico (marito della regina Guglielmina) presentò a Ludwig von Wohl il barone e astrologo olandese Harald Keun von Hoogerwoerd, che lo convinse della serietà e del valore dell'astrologia: a partire da allora egli la studiò e praticò.

### Regno Unito
Nel 1933 Hitler divenne Cancelliere del Reich. Considerato non ariano dai nazisti per la sua ascendenza ebraica, a Ludwig von Wohl fu tolto il permesso di lavoro, e all'età di trentatré anni lasciò la Germania per il Regno Unito, dove tradusse il suo nome in Louis de Wohl.
Queste informazioni sulla sua vita, che Louis de Wohl dà nella sua autobiografia, sono confermate da un rapporto del 10 luglio 1945, firmato dal Luogotenente-Colonnello G. Lennox, redatto in occasione dell'inchiesta concernente la sua domanda di nazionalità britannica.

### Seconda guerra mondiale
Durante la seconda guerra mondiale Louis de Wohl divenne capitano dell'esercito britannico, per il quale lavorò come astrologo presso lo "Special Operation Executive" (S.O.E) dei Servizi segreti (MI5), fornendo del materiale di "propaganda psicologica": scrisse per esempio un Nostradamus prophezeit den Kriegsverlauf (Nostradamus profetizza l'evoluzione della guerra), libretto falsamente attribuito a Bruno Winkler, e basato su di un inesistente manoscritto di cinquanta false quartine di Nostradamus tradotte dal francese in tedesco, che profetizza le vittorie di Hitler, seguite dal suo assassinio. Nel maggio del 1941 De Wohl fu inviato negli Stati Uniti, dove aprì un ufficio di propaganda a New York. Nel mese d'agosto dello stesso anno tenne una conferenza sugli oroscopi comparati di Napoleone e di Hitler alla convenzione nazionale della "Federazione Americana degli Astrologi Scientifici" (AFSA, che diventerà poi AFA nel 1945), a Cleveland, nell'Ohio. Tornò a Londra nel febbraio del 1942 e nel 1946 ottenne la nazionalità britannica.
Louis de Wohl ha descritto la sua attività durante questi anni della seconda guerra mondiale in The Stars of War & Peace (1952). Tra i suoi libri, Secret Service of the Sky (1938) e Commonsense Astrology (1940) sono due opere di astrologia. La prima presenta i temi natali di Gandhi, Hitler, Mussolini (con un'interpretazione), Roosevelt, Lloyd George e dei re Giorgio V, Giorgio VI e Edoardo VII, e altri ancora. La seconda è un manuale d'interpretazione del tema natale, con alcuni esempi di temi natali, di Neville Chamberlain, Winston Churchill, del generale Sir Edmund Ironside, di Gracie Fields, Franklin D. Roosevelt, Édouard Daladier, papa Pio XII, Adolf Hitler e Hermann Göring. Nel romanzo Introducing Doctor Zodiac (1940) De Wohl lascia intendere senza prove che Hitler si sia interessato all'astrologia e che abbia cercato di reclutarlo come astrologo; il romanzo Strange Daughter (1945) è un thriller a sfondo magico-astrologico, con un personaggio principale femminile chiamato semplicemente "A" costruito in parte sulla figura del mago e astrologo Aleister Crowley.
Tutte le informazioni su di sé da lui fornite vanno esaminate con precauzione, anche perché, secondo alcune persone che lo hanno conosciuto (non sempre bene intenzionate, e a volte prevenute nei suoi confronti o verso l'astrologia), De Wohl sarebbe stato un mitomane, come appare da alcune testimonianze che figurano nel suo dossier, che il 3 marzo 2008 è stato declassificato e reso accessibile al pubblico.

### Dopoguerra e popolarità
Nel maggio 1948, de Wohl si recò a Roma, dove ebbe un'udienza con Papa Pio XII. Il Santo Padre lo esortò a scrivere sulla Chiesa Cattolica e sulla vita di figure come San Tommaso d'Aquino ed altri santi della Chiesa. Negli anni successivi, de Wohl ha prodotto una serie di storie incentrate su pensatori, santi, e tematiche prettamente cattoliche.
Negli anni immediatamente successivi alla Guerra, il cardinale Alfredo Schuster gli aveva detto: “Scriva bene, perché sulle parole scritte un giorno lei sarà giudicato”.
Un romanzo basato su Sant'Agostino fu da lui pubblicato nel 1951 mentre una biografia romanzata della vita di Sant'Ignazio Loyola fu pubblicata l'anno successivo. Alcuni dei racconti di de Wohl, come quello del 1958 su San Francesco d'Assisi, furono adattati per delle trasposizioni cinematografiche.
Nel 1961 pubblica Pope Pius XII: Shepherd to the World, un libro che elogia il pontificato di Papa Pio XII.
Nello stesso anno, poco prima di morire, terminò il libro "Fondata sulla pietra. Una storia della Chiesa cattolica".

## Vita privata
Dopo la guerra si stabilì in Svizzera, a Lucerna, e nel 1953 si sposò con Ruth Magdalene Lorch (†1998)
Nel 1958 ottenne il grado di Grand’Ufficiale dell'Ordine equestre del Santo Sepolcro di Gerusalemme mentre nella primavera del 1959 Papa Giovanni XXIII gli conferisce il titolo di cavaliere dell'Ordine di San Gregorio Magno. Nel 1960 gli vene conferita, dal Sovrano Militare Ordine di Malta, la Gran Croce di merito.

## Stile e popolarità
Come scrittore Louis de Wohl fu principalmente un romanziere storico, scrisse in inglese ed i suoi romanzi sono stati tradotti in dodici lingue. Ebbe grande popolarità soprattutto negli Stati Uniti, ma anche nel resto del mondo grazie alle numerose traduzioni e riduzioni cinematografiche.

## Sceneggiature cinematografiche
- 1928 Der Präsident
- 1928: Mein Freund Harry
- 1928: Ein Mädel mit Temperament
- 1929: Wenn du einmal dein Herz verschenkst.
- 1930: Die letzte Kompagnie
- 1930: Die Jagd nach der Million.
- 1930: Rosenmontag
- 1932: Das Testament des Cornelis Gulden
- 1932: Abenteuer im Engadin
- 1933: Heimkehr ins Glück (in collaborazione con il conte d'Haussonville)
- 1933: Unsichtbare Gegner
- 1934: Die englische Heirat
- 1934: Lockvogel
- 1935: Punks kommt aus Amerika
- 1936: Das Erbe von Pretoria
- 1936: Crime over London
- 1937: Make-Up
- 1955: Dein Horoskop – Dein Schicksal? (Il tuo oroscopo - il tuo destino?) documentario sull'astrologia

## Opere
- I Follow my Stars, An Autobiography, 1937
- Secret Service of the Sky, 1938
- Commonsense Astrology, 1940
- Introducing Doctor Zodiac, 1940
- Strange Daughter, 1945
- L'albero della vita (su sant'Elena e l'imperatore Costantino I), 1947
- Throne of the World (su Attila e papa Leone I), 1949
- The Quiet Light (su san Tommaso d'Aquino), 1950
- Imperial Renegade (sull'imperatore Giuliano l'Apostata e sant'Atanasio), 1951
- The Golden Thread (su sant'Ignazio di Loyola), 1952
- The Stars of War & Peace, 1952
- The Restless Flame: A Novel (su sant'Agostino d'Ippona), 1952
- Set All Afire (su san Francesco Saverio), 1953
- The Second Conquest, 1954
- The Spear (sul centurione Longino), 1955
- The Last Crusader (su don Giovanni d'Austria), 1956
- Saint Joan: The Girl Soldier (su santa Giovanna d'Arco), 1957
- The Glorious Folly (su san Paolo apostolo), 1958
- The Joyful Beggar (su san Francesco d'Assisi), 1958
- St. Helena and the True Cross, 1958
- La città di Dio - Storia di San Benedetto (su san Benedetto da Norcia), 1959
- La mia natura è il fuoco (su santa Caterina da Siena), 1961
- Pope Pius XII: Shepherd to the World (papa Pio XII), 1961
- Fondata sulla pietra. Una storia della Chiesa cattolica, 1961
- David of Jerusalem (su Davide di Gerusalemme), 1963
- Attila the Hun, 1964
- Imperial Renegade, 1964

### Opere tradotte in lingua italiana
Tra le numerose opere scritte in inglese dall'autore solo poche sono state tradotte in lingua italiana, molte delle quali pubblicate dalla BUR nella collana "I libri dello spirito cristiano" (diretta da don Luigi Giussani). Tra queste si ricordano:
- Il gioioso mendicante (ISBN 978-88-17-06657-0): Di recente pubblicazione in lingua italiana (2013). L'autore ripercorre la straordinaria vita di san Francesco e dipinge un vivido ritratto dell'epoca e dei suoi protagonisti, da Federico Barbarossa a santa Chiara, dal sultano Al-Kamil a papa Innocenzo III, restituendoci la passione e la generosità di un uomo che scelse di lasciare tutto per vivere nel segno dell'amore di Cristo e per il suo prossimo.
- La città di Dio (ISBN 978-88-17-05452-2): Pubblicato in lingua italiana nel 2012. Narra la vita di san Benedetto da Norcia nella Roma in rovina, lasciva e immorale, dei tempi di Teodorico, re degli Ostrogoti e nuovo re d'Italia.
- L'albero della vita: Il libro tratta con precisione storica dell'avvincente scenario dell'Impero Romano del IV secolo d.C. Sono raccontate con viva narrazione le vite di sant'Elena, Costantino il Grande e Costanzo e le numerose battaglie e lotte per il potere sono dipinte dall'abile penna di de Wohl.
- L'ultimo crociato (ISBN 978-88-17-12721-9): In questo romanzo vengono narrate le vicende di Don Giovanni D'Austria, giovanissimo comandante che guidò le truppe cristiane a Lepanto, fermando così l'avanzata musulmana in Occidente. In questo arazzo storico sono dipinti i numerosi intrecci e le diverse figure dell'epoca.
- La liberazione del gigante: Con grande abilità de Wohl riesce a raccontare in questo libro degli anni di scontro tra i due grandi poteri medievali: Impero e Papato. Seguendo le vicende dell'Imperatore Federico II e di Tommaso d'Aquino viene narrato il rapporto tra fede e ragione[31].
- La mia natura è il fuoco: una delle sue più grandi opere, di recente pubblicazione in lingua italiana (2007). Narra della vita di santa Caterina da Siena e di come, accettando la sua vocazione, riesca a convincere il Papa a tornare a Roma, chiudendo così il famoso "esilio avignonese".
- Attila - La tempesta d'Oriente: un romanzo storico che parla della vita di Attila, re degli Unni, degli intrighi nelle corti dell'Impero romano d'Oriente e d'Occidente. L'invasione dell'Italia da parte del re unno viene fermata non da un esercito esiguo ma da papa Leone I (la tradizione vuole con l'aiuto di San Pietro), il quale convincerà Attila a tornare indietro senza devastare Roma.
- Fondata sulla pietra. Una storia della Chiesa Cattolica: con una lettera del 28 maggio 1950 papa Pio XII chiese a De Wohl di scrivere una storia sulla Chiesa cattolica e la missione della Chiesa stessa nel mondo.
- Una fiamma inestinguibile. L'avventurosa vita di Sant'Agostino: romanzo storico sulla vita di sant'Agostino d'Ippona.
- Giovanna la fanciulla guerriera: romanzo storico sulla vita di santa Giovanna d'Arco.
- La lancia di Longino: romanzo storico sulla storia del centurione romano.
- Il filo d'oro: romanzo storico sulla vita di Sant'Ignazio di Loyola.
- Infiammare ogni cosa: romanzo storico sulla vita di San Francesco Saverio (uscita prevista per ottobre 2017).
- Davide di Gerusalemme (ISBN 978-88-17-09910-3): romanzo storico sulla vita del re biblico Davide.
- La Gloriosa Follia
- Giuliano - L'Imperatore Apostata: romanzo sull'imperatore romano che, nel IV secolo d.C., cercò di reprimere l'astro nascente del Cristianesimo e quasi vi riuscì.